# نیکیتا باگاسلوسکی
نیکیتا ولادیمیروویچ باگاسلوسکی (روسی: Ники́та Влади́мирович Богосло́вский؛ ۲۲ مهٔ ۱۹۱۳ – ۴ آوریل ۲۰۰۴) موسیقی‌دان، آهنگساز و رهبر ارکستر اهل روسیه بود. وی بین سال‌های ۱۹۲۸ تا ۲۰۰۴ میلادی فعالیت می‌کرد.
از جمله آثار او می‌توان به موسیقی متن فیلم جزیره گنج و همچنین ترانهٔ مشهور شب تیره اشاره نمود.
وی همچنین برندهٔ جوایزی همچون جایزه هنرمند مردمی اتحاد جماهیر شوروی و هنرمند مردمی جمهوری شوروی فدراتیو سوسیالیستی روسیه شده‌است.